# رومیان در ایران

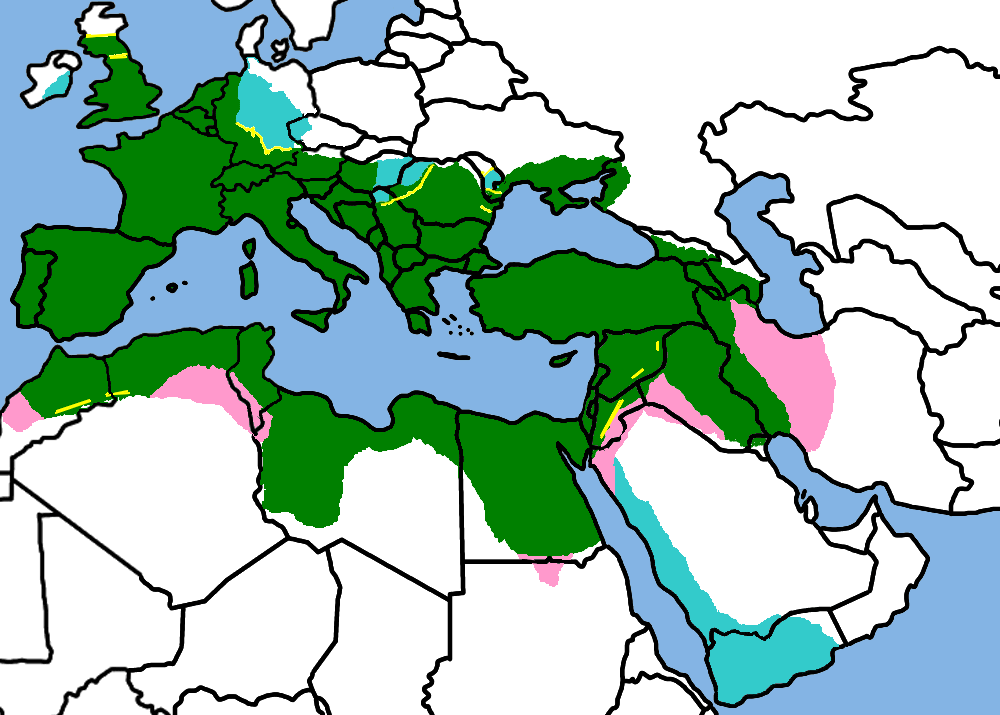
نقشه همه قلمروهایی که قبلاً توسط امپراتوری روم تحت اشغال / تحت سلطه بودند. منطقه صورتی "Client State" تراژان را در غرب ایران نشان می‌دهد

رومیان در ایران، با تهاجم و اشغال نواحی غربی و مرکزی پارتیا (امروزه ایران) توسط رومیان در طول امپراتوری خود ارتباط دارند. امپراتور تراژان حتی می‌توانست یک پادشاه قسمت‌های غربی پارت، را با نام Parthamaspates به عنوان حاکم رومی یک «ایالت خودمختار» روم در پارت نامگذاری کند.

## پل والریان

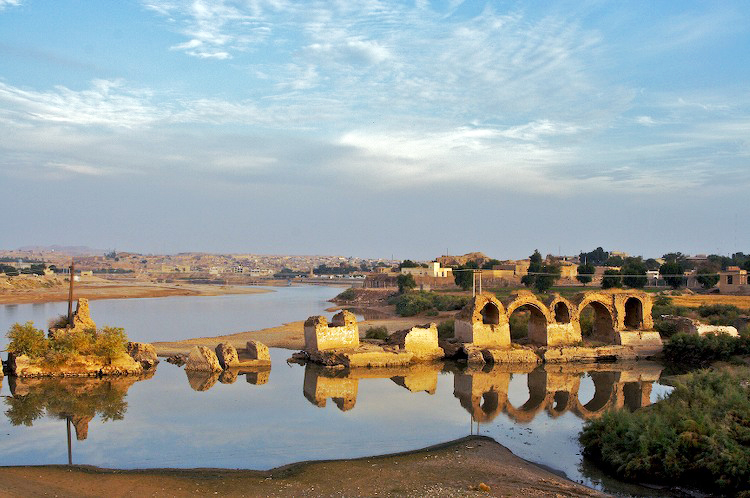
پل والریان یا بند قیصر

در ایران چندین خرابه رومی وجود دارد، اما به نظر می‌رسد به رویدادهای جنگ مربوط باشد، مانند: پل سزار.